# Arbeit: Was wir den ganzen Tag machen
Arbeit: Was wir den ganzen Tag machen (im Original Working: What We Do All Day) ist eine US-amerikanische Dokumentarserie von Caroline Suh aus dem Jahr 2023, die u. a. von Barack Obama und Michelle Obama für Netflix produziert wurde und sich mit der Situation US-amerikanischer Arbeiter beschäftigt.

## Handlung
In vier Folgen begleitet der frühere US-Präsident Barack Obama verschiedene Personen in deren Arbeitsleben. In Gesprächen mit diesen eruiert Obama, welchen Stellenwert Arbeit in ihrem Leben einnimmt und wie zufrieden sie mit ihrem Leben sind. Zugleich werden damit Fragen zu gerechter Bezahlung, dem Sinn von Arbeit und den Auswirkungen von künstlicher Intelligenz auf die Arbeitswelt gestellt.
Dabei fokussiert jede Folge auf eine andere Ebene der sozialen Leiter, beginnend mit Tätigkeiten im Dienstleistungssektor bis hin zur Leitungsebene. Zugleich bewegt sich die Betrachtungsweise vor allem durch drei Wirtschaftsbereiche: den Pflegesektor, ein Hotel und ein Start-Up für autonomes Fahren: So begegnet man in der ersten Folge einer Reinigungskraft im Hotel „The Pierre“ in New York, in einer weiteren Folge dann einem Manager des Hotels und in der letzten Folge schließlich dem Besitzer der Hotelkette, Natarajan Chandrasekaran.
Durch zusätzliche Informationen wie Einkommensentwicklungen über die letzten Jahrzehnte wird versucht, die einzelnen Lebenssituationen in einen größeren wirtschaftlichen und soziokulturellen Kontext zu setzen.

## Episodenliste
| Nr. (ges.) | Nr. (St.) | Deutscher Titel     | Originaltitel | Zusammenfassung | Erstausstrahlung USA | Deutschsprachige Erstausstrahlung (D) |
| ---------- | --------- | ------------------- | ------------- | --- | -------------------- | ------------------------------------- |
| 1          | 1         | Dienstleistungsjobs | Service Jobs  | In Folge 1 erläutert der Sprecher, Barack Obama, zunächst den Ansatz der Reihe. Anschließend begegnet man Elba, die als Reinigungskraft im Hotel „The Pierre“ in New York arbeitet, Randi, die eine neue Arbeitsstelle in der häuslichen Pflege bei „At Home Care“ antritt, und Carmen, die für Uber Eats Essen ausliefert und zugleich versucht, sich als Make-up-Artist selbständig zu machen. | 17. Mai 2023         | 17. Mai 2023                          |
| 2          | 2         | Die Mitte           | The Middle    | Folge 2 begleitet Menschen der Mittelschicht: Beverly arbeitet als Telefonistin („Switchboard Operator“) im „The Pierre“. Luke arbeitet bei Aurora, einem Start-Up für autonomes Fahren. Als Data Manager ist er nicht fest angestellt, sondern wird projektbezogen auf Stunden bezahlt. Sein eigentliches Interesse gilt jedoch der Musik. Sheila ist Regionaldirektorin bei „At Home Care“.    | 17. Mai 2023         | 17. Mai 2023                          |
| 3          | 3         | Traumjobs           | Dream Jobs    | Francois ist General Manager im „The Pierre“. Khartik war als Programmierer einer der ersten Mitarbeiter bei Aurora und ist mittlerweile Teamleiter geworden. Der ehemalige Senator Kenny arbeitet als Lobbyist für „At Home Care“. | 17. Mai 2023         | 17. Mai 2023                          |
| 4          | 4         | Führungskräfte      | The Boss      | Die letzte Folge fokussiert auf die oberste Ebene der Hierarchie. Obama begegnet dabei unter anderem dem Besitzer des La Pierre-Hotels, Natarajan Chandrasekaran, Jeanette, der Gründerin von „At Home Care“, die teilweise weniger verdient als ihre Mitarbeiter, sowie Chris Urmson, einem der Gründer von Aurora.                                                                             | 17. Mai 2023         | 17. Mai 2023                          |

## Entstehung
Die Dokumentarreihe wurde von Barack und Michelle Obamas Produktionsfirma Higher Ground Productions für Netflix produziert. Inhaltlich verweist sie auf das Buch Working: People Talk About What They Do All Day and How They Feel About What They Do von Studs Terkel aus dem Jahre 1974 und kann zugleich auch als Fortsetzung der Obama-Produktion American Factory gesehen werden.
Die deutschsprachige Bearbeitung erfolgte durch die Interopa Film GmbH unter der Dialogregie von Susanne Landskron. Dabei wurden die einzelnen Personen nicht synchronisiert. Vielmehr sind die Originalstimmen noch im Hintergrund zu hören.

## Veröffentlichung
Nach einem ersten Trailer am 27. April 2023 veröffentlichte Netflix alle vier Folgen der Serie am 17. Mai 2023.

## Rezeption
Am Tag nach der Veröffentlichung kam die Serie auf eine Wertung von 6,8 von 10 in der IMDb, allerdings bei erst 31 Wertungen (Stand: 18. Mai 2023).
Das Time Magazine bezeichnete die Serie insgesamt als recht erhellend (pretty illuminating), kritisierte jedoch die vierte Folge, da die dargestellten CEOs aufgrund ihrer philanthropischen Einstellung atypisch seien und die in den Folgen zuvor aufgeworfenen Fragen nicht beantwortet würden.
Variety betonte die Bezüge zu Obamas eigenen politischen Positionen und hob zum Beispiel hervor, dass in der Serie mehrfach erwähnt wird, dass die schwierige Lage der Angestellten in Pflegeberufen in Mississippi auch darauf zurückzuführen sei, dass der Staat Obamas Medicaid nicht fortgesetzt habe.